# 6730 Ікеда
6730 Ікеда (6730 Ikeda) — астероїд головного поясу, відкритий 24 січня 1992 року.
Тіссеранів параметр щодо Юпітера — 3,121.